# Intermission (àlbum de Stratovarius)
Intermission és un àlbum recopilatori de la banda finlandesa de power metal Stratovarius, publicat el 26 de juny de 2001 a través del segell Nuclear Blast. L'àlbum consta de quatre noves pistes (1-4), malgrat que "Requiem" ja havia estat prèviament utilitzada com a tema d'introducció per als concerts de la banda; tres covers (corresponents a les pistes 5-7) i tots els bonus tracks inclosos en els 4 àlbums d'estudi anteriors (pistes 8-16). A més, l'àlbum també va assolir el top 100 en quatre països.

## Llista de pistes
| Núm.          | Títol                              | Lletra                                  | Música                              | Notes                                                                                | Durada |
| ------------- | ---------------------------------- | --------------------------------------- | ----------------------------------- | ------------------------------------------------------------------------------------ | ------ |
| 1.            | «Will My Soul Ever Rest in Peace?» | Timo Tolkki                             | Tolkki                              | Nova aparició                                                                        | 4:56   |
| 2.            | «Falling into Fantasy»             | Timo Kotipelto                          | Tolkki                              | Nova aparició                                                                        | 5:13   |
| 3.            | «The Curtains Are Falling»         | Jens Johansson                          | Johansson                           | Nova aparició                                                                        | 4:25   |
| 4.            | «Requiem»                          | Tolkki                                  | Tolkki                              | Nova aparició                                                                        | 2:54   |
| 5.            | «Bloodstone»                       | K.K. Downing, Rob Halford, Glenn Tipton | Downing, Halford, Tipton            | Cover de Judas Priest; aparició prèvia a A Tribute to Judas Priest: Legends of Metal | 3:54   |
| 6.            | «Kill the King»                    | Ronnie James Dio                        | Ritchie Blackmore, Dio, Cozy Powell | Cover de Rainbow                                                                     | 4:36   |
| 7.            | «I Surrender»                      | Russ Ballard                            | Ballard                             | Cover en directe de Rainbow                                                          | 3:47   |
| 8.            | «Keep the Flame»                   | Johansson                               | Johansson                           | Bonus track de l'edició francesa d'Infinite                                          | 2:47   |
| 9.            | «Why Are We Here?»                 | Johansson                               | Johansson                           | Bonus track de l'edició en format de caixa recopilatòria d'Infinite                  | 4:43   |
| 10.           | «What Can I Say»                   | Kotipelto                               | Kotipelto                           | Bonus track de l'edició japonesa d'Infinite                                          | 5:12   |
| 11.           | «Dream with Me»                    | Kotipelto                               | Kotipelto                           | Bonus track de l'edició japonesa de Destiny                                          | 5:13   |
| 12.           | «When the Night Meets the Day»     | Tolkki                                  | Tolkki                              | Bonus track de l'edició japonesa d'Episode                                           | 5:26   |
| 13.           | «It's a Mystery»                   | Kotipelto                               | Tolkki                              | Bonus track de l'edició en format de caixa recopilatòria d'Infinite                  | 4:04   |
| 14.           | «Cold Winter Nights»               | Kotipelto                               | Tolkki                              | Bonus track de l'edició europea de Destiny                                           | 5:14   |
| 15.           | «Hunting High & Low»               | Kotipelto                               | Tolkki                              | En directe                                                                           | 4:57   |
| Durada total: | Durada total:                      | Durada total:                           | Durada total:                       | Durada total:                                                                        | 67:21  |

| 16. | «Freedom» (demo)          | Tolkki | Tolkki |  | 5:10 |
| 17. | «Neon Light Child» (demo) | Tolkki | Tolkki |  | 4:52 |

## Crèdits
- Timo Kotipelto – Veu principal (excepte en la pista 6)
- Timo Tolkki – Veu principal (pista 6), guitarra, productor
- Jens Johansson – teclats
- Jörg Michael – Bateria
- Jari Kainulainen – Baix elèctric
- Kimmo – Veus de suport
- Marko – Veus de suport
- Pasi – Veus de suport
- Anssi – Veus de suport
- Mikko Karmila – Enginyer de so (exceptua pista 12), mescla
- T. T. Oksala – Enginyer de so (pista 12)
- Mika Jussila – masterització

## Actuació de gràfic
| Any  | Llista                      | Posició més alta |
| ---- | --------------------------- | ---------------- |
| 2001 | Llista d'àlbums finlandesos | 7                |
| 2001 | Llista d'àlbums alemanys    | 73               |
| 2001 | Llista d'àlbums suïssos     | 85               |
| 2001 | Llista d'àlbums francesos   | 91               |